# Raphidia ulrikae
Raphidia ulrikae – gatunek ciepłolubnej wielbłądki (Raphidioptera) z rodziny wielbłądkowatych (Raphidiidae), opisany w 1964 roku przez austriackiego entomologa Horsta Aspöcka. Rozproszone populacje tej wielbłądki występują w wielu okołośródziemnomorskich regionach Europy. W Polsce jest gatunkiem bardzo rzadko spotykanym, wykazanym w latach 1997–1999 z trzech stanowisk w Pieninach (Pieniński Park Narodowy). W Polskiej Czerwonej Księdze Zwierząt klasyfikowany jest w kategorii LR (gatunki niższego ryzyka).
Jest to wielbłądka podobna do Raphidia ophiopsis. Ubarwienie ciała czarne. Skrzydło osiąga długość do 9 mm. Pterostygma brązowa, trapezoidalna.     Larwy rozwijają się pod korą drzew. Imagines pojawiają się od kwietnia do lipca.